# فليش والون للسيدات 2021
فليش والون للسيدات 2021 (بالفرنسية: Flèche wallonne féminine 2021)‏ هو سباق دراجات هوائية، وهو الموسم رقم 24 من فليش والون للسيدات، وأقيم في 21 أبريل 2021، وامتدّ لمسافة 130.2 كيلومتر، وهو أحد سباقات طواف العالم للدراجات للسيدات 2021، وشارك فيه 140 متسابقاً ووصل إلى نهايته 83 متسابقاً.
فاز بالمركز الأول أنا فان دير بريغين، وبالمركز الثاني كاتارزينا نيفيادوما، وبالمركز الثالث إليسا ونغو بورغيني.

## الفرق
| فرق سيدات عالمية (9)- ألي بي تي سي ليوبليانا 2021 ‏ - كانيون إس آر إيه إم راسينغ 2021 ‏ - FDJ–Suez ‏ - ليف ريسينغ 2021 ‏ - موفيستار للسيدات 2021 ‏ - Liv AlUla Jayco ‏ - فريق سنويب للسيدات 2021 ‏ - إس دي وركس 2021 ‏ - Lidl–Trek (women's team) ‏ فرق دراجات قارية سيدات (15)- Andy Schleck–CP NVST–Immo Losch ‏ - اركيا للسيدات 2021 ‏ - أيه آر مونكس برو سيكلينج للسيدات 2021 ‏ - بيبينك 2021 ‏ - بنجوال شوفالمير 2021 ‏ - Ceratizit Pro Cycling ‏ - فريق كوجياس ميتلر لوك برو للدراجات 2021 ‏ - دولتشيني فان إيك بروكسيموس 2021 ‏ - دروبز-لي كول 2021 ‏ - جامبو فيسما للسيدات 2021 ‏ - لوتو سودال للسيدات 2021 ‏ - باركهوتل فالكنبورغ 2021 ‏ - رالي 2021 ‏ - EF Education–Tibco–SVB ‏ - فالكار سيلانس 2021 ‏ |  |
| |  |

## المشاركون
| إس دي وركس ‏ SDW | إس دي وركس ‏ SDW           | إس دي وركس ‏ SDW |
| --------------- | ------------------------- | --------------- |
| م               | عداء                      | مرتبة           |
| 1               | أنا فان دير بريغين (طريق) | 1               |
| 2               | كارول آن كانويل           | 41              |
| 3               | Niamh Fisher-Black ‏       | 30              |
| 4               | آشلي مولمان               | 12              |
| 5               | Anna Shackley ‏            | 35              |
| 6               | ديمي فوليرينغ             | 10              |

| FDJ–Suez ‏ FDJ | FDJ–Suez ‏ FDJ       | FDJ–Suez ‏ FDJ  |
| ------------- | ------------------- | -------------- |
| م             | عداء                | مرتبة          |
| 11            | سيسيلي أوتوب لودفيغ | 8              |
| 12            | Stine Borgli ‏       | لم يكمل السباق |
| 13            | مارتا كافالي        | لم يكمل السباق |
| 14            | برودي شابمان        | 22             |
| 15            | إميليا فهلين        | لم يكمل السباق |
| 16            | Évita Muzic ‏        | 20             |

| Lidl–Trek (women's team) ‏ TFS | Lidl–Trek (women's team) ‏ TFS | Lidl–Trek (women's team) ‏ TFS |
| ----------------------------- | ----------------------------- | ----------------------------- |
| م                             | عداء                          | مرتبة                         |
| 21                            | إليسا ونغو بورغيني (طريق)     | 3                             |
| 22                            | لوسيندا براند                 | 23                            |
| 23                            | Audrey Cordon-Ragot (طريق)    | لم يكمل السباق                |
| 24                            | Lauretta Hanson ‏              | 79                            |
| 25                            | تايلر وايلز                   | 34                            |
| 26                            | روث ويندر                     | 7                             |

| كانيون–إس آر إيه إم ‏ CSR | كانيون–إس آر إيه إم ‏ CSR | كانيون–إس آر إيه إم ‏ CSR |
| ------------------------ | ------------------------ | ------------------------ |
| م                        | عداء                     | مرتبة                    |
| 31                       | كاتارزينا نيفيادوما      | 2                        |
| 32                       | ألينا أمياليوسيك         | 39                       |
| 33                       | هانا بارنز               | 78                       |
| 34                       | Elise Chabbey ‏ (طريق)    | 24                       |
| 35                       | Mikayla Harvey ‏          | 25                       |
| 36                       | Omer Shapira ‏ (طريق)     | 50                       |

| فريق سنويب للسيدات ‏ DSM | فريق سنويب للسيدات ‏ DSM | فريق سنويب للسيدات ‏ DSM |
| ----------------------- | ----------------------- | ----------------------- |
| م                       | عداء                    | مرتبة                   |
| 41                      | ليان ليبرت              | 76                      |
| 42                      | جولييت لابوس            | 6                       |
| 43                      | فلورتجي ماكايج          | لم يكمل السباق          |
| 44                      | Esmée Peperkamp ‏        | لم يكمل السباق          |
| 45                      | Coryn Rivera            | 40                      |
| 46                      | Julia Soek ‏             | لم يكمل السباق          |

| جامبو فيسما للسيدات ‏ TJV | جامبو فيسما للسيدات ‏ TJV | جامبو فيسما للسيدات ‏ TJV |
| ------------------------ | ------------------------ | ------------------------ |
| م                        | عداء                     | مرتبة                    |
| 51                       | ماريان فوس               | 11                       |
| 52                       | Teuntje Beekhuis ‏        | 60                       |
| 53                       | آنا هندرسون              | 58                       |
| 54                       | رومي كاسبر               | 74                       |
| 55                       | أنوسكا كوستر             | 33                       |
| 56                       | Julie Van de Velde ‏      | 32                       |

| موفيستار للسيدات ‏ MOV | موفيستار للسيدات ‏ MOV    | موفيستار للسيدات ‏ MOV |
| --------------------- | ------------------------ | --------------------- |
| م                     | عداء                     | مرتبة                 |
| 61                    | أنيميك فان فليوتن (طريق) | 4                     |
| 62                    | Katrine Aalerud ‏         | 15                    |
| 63                    | أود بيانيك               | لم يكمل السباق        |
| 64                    | سارا مارتين              | 62                    |
| 65                    | Paula Patiño ‏            | 52                    |
| 66                    | ليا توماس                | 16                    |

| Liv AlUla Jayco ‏ BEX | Liv AlUla Jayco ‏ BEX | Liv AlUla Jayco ‏ BEX |
| -------------------- | -------------------- | -------------------- |
| م                    | عداء                 | مرتبة                |
| 71                   | أماندا سبرات         | 9                    |
| 72                   | يانيكي إنسينغ        | 31                   |
| 73                   | لوسي كينيدي          | 19                   |
| 74                   | أني سانستيبان        | 27                   |
| 75                   | Moniek Tenniglo ‏     | لم يكمل السباق       |
| 76                   | جورجيا وليامز (طريق) | 72                   |

| EF Education–Tibco–SVB ‏ TIB | EF Education–Tibco–SVB ‏ TIB | EF Education–Tibco–SVB ‏ TIB |
| --------------------------- | --------------------------- | --------------------------- |
| م                           | عداء                        | مرتبة                       |
| 81                          | لورين ستيفنز                | 47                          |
| 82                          | كريستين فولكنر              | 17                          |
| 83                          | Sarah Gigante ‏              | لم يكمل السباق              |
| 84                          | نينا كيسلر                  | لم يكمل السباق              |
| 85                          | Emily Newsom ‏               | 64                          |
| 86                          | Eri Yonamine ‏               | 56                          |

| يو أي أيه تيم ‏ ALE | يو أي أيه تيم ‏ ALE              | يو أي أيه تيم ‏ ALE |
| ------------------ | ------------------------------- | ------------------ |
| م                  | عداء                            | مرتبة              |
| 91                 | مارغريتا فيكتوريا غارسيا (طريق) | 5                  |
| 92                 | مارتا باستيانيلي                | لم يكمل السباق     |
| 93                 | Anastasia Chursina              | 59                 |
| 94                 | تاتيانا جوديرزو                 | 71                 |
| 95                 | مارلين رويسر                    | 46                 |
| 96                 | صوفي رايت                       | لم يكمل السباق     |

| ليف ريسينغ ‏ LIV | ليف ريسينغ ‏ LIV    | ليف ريسينغ ‏ LIV |
| --------------- | ------------------ | --------------- |
| م               | عداء               | مرتبة           |
| 101             | ثريا بالادين       | 26              |
| 102             | Valerie Demey ‏     | 54              |
| 103             | أليسون جاكسون      | 48              |
| 104             | Marta Jaskulska ‏   | 82              |
| 105             | Jeanne Korevaar ‏   | 75              |
| 106             | Sabrina Stultiens ‏ | 18              |

| Ceratizit Pro Cycling ‏ WNT | Ceratizit Pro Cycling ‏ WNT | Ceratizit Pro Cycling ‏ WNT |
| -------------------------- | -------------------------- | -------------------------- |
| م                          | عداء                       | مرتبة                      |
| 111                        | إيريكا ماجندي              | 13                         |
| 112                        | Laura Asencio ‏             | لم يكمل السباق             |
| 113                        | Kathrin Hammes ‏            | 49                         |
| 114                        | Marta Lach ‏ (طريق)         | 81                         |
| 115                        | Sarah Rijkes ‏              | لم يكمل السباق             |
| 116                        | Lara Vieceli ‏              | 63                         |

| لوتو بيليسول للسيدات ‏ LSL | لوتو بيليسول للسيدات ‏ LSL | لوتو بيليسول للسيدات ‏ LSL |
| ------------------------- | ------------------------- | ------------------------- |
| م                         | عداء                      | مرتبة                     |
| 121                       | حنا نيلسون                | 28                        |
| 122                       | Alana Castrique ‏          | لم يكمل السباق            |
| 123                       | Lone Meertens ‏            | 68                        |
| 124                       | Anna Plichta ‏             | لم يكمل السباق            |
| 125                       | Elise vander Sande‏        | لم يكمل السباق            |

| فالكار سيلانس ‏ VAL | فالكار سيلانس ‏ VAL     | فالكار سيلانس ‏ VAL |
| ------------------ | ---------------------- | ------------------ |
| م                  | عداء                   | مرتبة              |
| 131                | Alice Maria Arzuffi ‏   | 73                 |
| 132                | Eleonora Gasparrini ‏   | لم يكمل السباق     |
| 133                | Silvia Magri ‏          | لم يكمل السباق     |
| 134                | Barbara Malcotti ‏      | 37                 |
| 135                | Federica Piergiovanni ‏ | 53                 |
| 136                | Silvia Pollicini ‏      | لم يكمل السباق     |

| باركهوتل فالكنبورغ ‏ PHV | باركهوتل فالكنبورغ ‏ PHV | باركهوتل فالكنبورغ ‏ PHV |
| ----------------------- | ----------------------- | ----------------------- |
| م                       | عداء                    | مرتبة                   |
| 141                     | Julia van Bokhoven ‏     | 57                      |
| 142                     | Nina Buijsman ‏          | 70                      |
| 143                     | Femke Gerritse ‏         | لم يكمل السباق          |
| 144                     | Lieke Nooijen ‏          | لم يكمل السباق          |
| 145                     | Marit Raaijmakers ‏      | 45                      |
| 146                     | Sofie van Rooijen ‏      | لم يكمل السباق          |

| أيه آر مونكس برو سيكلينج للسيدات ‏ ASA | أيه آر مونكس برو سيكلينج للسيدات ‏ ASA | أيه آر مونكس برو سيكلينج للسيدات ‏ ASA |
| ------------------------------------- | ------------------------------------- | ------------------------------------- |
| م                                     | عداء                                  | مرتبة                                 |
| 151                                   | Maria Novolodskaya ‏                   | 21                                    |
| 152                                   | إيدر ميرينو كورتازار                  | 38                                    |
| 153                                   | Mariia Miliaeva ‏                      | لم يكمل السباق                        |
| 154                                   | Katia Ragusa ‏                         | لم يكمل السباق                        |
| 155                                   | أرلينيس سيرا                          | 42                                    |
| 156                                   | Maria Vittoria Sperotto ‏              | لم يكمل السباق                        |

| دروبز ‏ DRP | دروبز ‏ DRP          | دروبز ‏ DRP     |
| ---------- | ------------------- | -------------- |
| م          | عداء                | مرتبة          |
| 161        | Joss Lowden ‏        | 44             |
| 162        | آنا كريستيان ‏       | 69             |
| 163        | Dani Christmas ‏     | لم يكمل السباق |
| 164        | Sara Penton ‏        | لم يكمل السباق |
| 165        | Alice Towers ‏       | لم يكمل السباق |
| 166        | Maike van der Duin ‏ | لم يكمل السباق |

| اركيا للسيدات ‏ ARK | اركيا للسيدات ‏ ARK | اركيا للسيدات ‏ ARK |
| ------------------ | ------------------ | ------------------ |
| م                  | عداء               | مرتبة              |
| 171                | غلاديس فيرهلست ‏    | لم يكمل السباق     |
| 172                | Léa Curinier ‏      | 55                 |
| 173                | Lucie Jounier ‏     | 51                 |
| 174                | Typhaine Laurance ‏ | لم يكمل السباق     |
| 175                | Sandra Levenez ‏    | 29                 |
| 176                | Greta Richioud ‏    | لم يكمل السباق     |

| فريق كوجياس ميتلر لوك برو للدراجات ‏ CGS | فريق كوجياس ميتلر لوك برو للدراجات ‏ CGS | فريق كوجياس ميتلر لوك برو للدراجات ‏ CGS |
| --------------------------------------- | --------------------------------------- | --------------------------------------- |
| م                                       | عداء                                    | مرتبة                                   |
| 181                                     | أولغا زابيلينسكايا                      | 67                                      |
| 182                                     | Hannah Buch ‏                            | لم يكمل السباق                          |
| 183                                     | Iuliia Galimullina ‏                     | لم يكمل السباق                          |
| 184                                     | Aigul Gareeva ‏                          | 80                                      |
| 185                                     | Thalea Mäder ‏                           | لم يكمل السباق                          |
| 186                                     | Petra Stiasny ‏                          | لم يكمل السباق                          |

| بنجوال شوفالمير ‏ CCT | بنجوال شوفالمير ‏ CCT | بنجوال شوفالمير ‏ CCT |
| -------------------- | -------------------- | -------------------- |
| م                    | عداء                 | مرتبة                |
| 191                  | ثاليتا دي جونج       | 43                   |
| 192                  | Justine Ghekiere ‏    | لم يكمل السباق       |
| 193                  | Claudia Jongerius‏    | لم يكمل السباق       |
| 194                  | كيلي فان دن ستين     | لم يكمل السباق       |

| دولتشيني فان إيك بروكسيموس ‏ DVE | دولتشيني فان إيك بروكسيموس ‏ DVE | دولتشيني فان إيك بروكسيموس ‏ DVE |
| ------------------------------- | ------------------------------- | ------------------------------- |
| م                               | عداء                            | مرتبة                           |
| 201                             | Minke Bakker‏                    | لم يكمل السباق                  |
| 202                             | Amber Aernouts‏                  | لم يكمل السباق                  |
| 203                             | Olha Kulynych ‏                  | 61                              |
| 204                             | Barbara Sniezynska‏              | لم يكمل السباق                  |
| 205                             | Fien van Eynde ‏                 | لم يكمل السباق                  |

| رالي سايكلنج ‏ RLW | رالي سايكلنج ‏ RLW    | رالي سايكلنج ‏ RLW |
| ----------------- | -------------------- | ----------------- |
| م                 | عداء                 | مرتبة             |
| 211               | كلارا كوبينبرج       | 36                |
| 212               | Katie Clouse ‏        | لم يكمل السباق    |
| 213               | كريستابل دوبيل هيكوك | 14                |
| 214               | هايدي فرانز          | لم يكمل السباق    |
| 215               | Leigh Ann Ganzar ‏    | لم يكمل السباق    |
| 216               | Sara Poidevin ‏       | 83                |

| بيبينك ‏ BPK | بيبينك ‏ BPK       | بيبينك ‏ BPK    |
| ----------- | ----------------- | -------------- |
| م           | عداء              | مرتبة          |
| 221         | Camilla Alessio ‏  | لم يكمل السباق |
| 222         | Vania Canvelli ‏   | لم يكمل السباق |
| 223         | ميشيلا دراموند    | 66             |
| 224         | Markéta Hájková ‏  | لم يكمل السباق |
| 225         | Nadia Quagliotto ‏ | 77             |
| 226         | Silvia Zanardi ‏   | لم يكمل السباق |

| Andy Schleck–CP NVST–Immo Losch ‏ ASC | Andy Schleck–CP NVST–Immo Losch ‏ ASC | Andy Schleck–CP NVST–Immo Losch ‏ ASC |
| ------------------------------------ | ------------------------------------ | ------------------------------------ |
| م                                    | عداء                                 | مرتبة                                |
| 231                                  | Mae Lang ‏                            | لم يكمل السباق                       |
| 232                                  | Georgia Danford‏                      | لم يكمل السباق                       |
| 233                                  | Claire Faber ‏                        | لم يكمل السباق                       |
| 234                                  | Rylee McMullen‏                       | لم يكمل السباق                       |
| 235                                  | Carolin Schiff ‏                      | 65                                   |
| 236                                  | ساندرا فايس‏                          | لم يكمل السباق                       |

| إس دي وركس ‏ SDW | إس دي وركس ‏ SDW           | إس دي وركس ‏ SDW |
| --------------- | ------------------------- | --------------- |
| م               | عداء                      | مرتبة           |
| 1               | أنا فان دير بريغين (طريق) | 1               |
| 2               | كارول آن كانويل           | 41              |
| 3               | Niamh Fisher-Black ‏       | 30              |
| 4               | آشلي مولمان               | 12              |
| 5               | Anna Shackley ‏            | 35              |
| 6               | ديمي فوليرينغ             | 10              |

| FDJ–Suez ‏ FDJ | FDJ–Suez ‏ FDJ       | FDJ–Suez ‏ FDJ  |
| ------------- | ------------------- | -------------- |
| م             | عداء                | مرتبة          |
| 11            | سيسيلي أوتوب لودفيغ | 8              |
| 12            | Stine Borgli ‏       | لم يكمل السباق |
| 13            | مارتا كافالي        | لم يكمل السباق |
| 14            | برودي شابمان        | 22             |
| 15            | إميليا فهلين        | لم يكمل السباق |
| 16            | Évita Muzic ‏        | 20             |

| Lidl–Trek (women's team) ‏ TFS | Lidl–Trek (women's team) ‏ TFS | Lidl–Trek (women's team) ‏ TFS |
| ----------------------------- | ----------------------------- | ----------------------------- |
| م                             | عداء                          | مرتبة                         |
| 21                            | إليسا ونغو بورغيني (طريق)     | 3                             |
| 22                            | لوسيندا براند                 | 23                            |
| 23                            | Audrey Cordon-Ragot (طريق)    | لم يكمل السباق                |
| 24                            | Lauretta Hanson ‏              | 79                            |
| 25                            | تايلر وايلز                   | 34                            |
| 26                            | روث ويندر                     | 7                             |

| كانيون–إس آر إيه إم ‏ CSR | كانيون–إس آر إيه إم ‏ CSR | كانيون–إس آر إيه إم ‏ CSR |
| ------------------------ | ------------------------ | ------------------------ |
| م                        | عداء                     | مرتبة                    |
| 31                       | كاتارزينا نيفيادوما      | 2                        |
| 32                       | ألينا أمياليوسيك         | 39                       |
| 33                       | هانا بارنز               | 78                       |
| 34                       | Elise Chabbey ‏ (طريق)    | 24                       |
| 35                       | Mikayla Harvey ‏          | 25                       |
| 36                       | Omer Shapira ‏ (طريق)     | 50                       |

| فريق سنويب للسيدات ‏ DSM | فريق سنويب للسيدات ‏ DSM | فريق سنويب للسيدات ‏ DSM |
| ----------------------- | ----------------------- | ----------------------- |
| م                       | عداء                    | مرتبة                   |
| 41                      | ليان ليبرت              | 76                      |
| 42                      | جولييت لابوس            | 6                       |
| 43                      | فلورتجي ماكايج          | لم يكمل السباق          |
| 44                      | Esmée Peperkamp ‏        | لم يكمل السباق          |
| 45                      | Coryn Rivera            | 40                      |
| 46                      | Julia Soek ‏             | لم يكمل السباق          |

| جامبو فيسما للسيدات ‏ TJV | جامبو فيسما للسيدات ‏ TJV | جامبو فيسما للسيدات ‏ TJV |
| ------------------------ | ------------------------ | ------------------------ |
| م                        | عداء                     | مرتبة                    |
| 51                       | ماريان فوس               | 11                       |
| 52                       | Teuntje Beekhuis ‏        | 60                       |
| 53                       | آنا هندرسون              | 58                       |
| 54                       | رومي كاسبر               | 74                       |
| 55                       | أنوسكا كوستر             | 33                       |
| 56                       | Julie Van de Velde ‏      | 32                       |

| موفيستار للسيدات ‏ MOV | موفيستار للسيدات ‏ MOV    | موفيستار للسيدات ‏ MOV |
| --------------------- | ------------------------ | --------------------- |
| م                     | عداء                     | مرتبة                 |
| 61                    | أنيميك فان فليوتن (طريق) | 4                     |
| 62                    | Katrine Aalerud ‏         | 15                    |
| 63                    | أود بيانيك               | لم يكمل السباق        |
| 64                    | سارا مارتين              | 62                    |
| 65                    | Paula Patiño ‏            | 52                    |
| 66                    | ليا توماس                | 16                    |

| Liv AlUla Jayco ‏ BEX | Liv AlUla Jayco ‏ BEX | Liv AlUla Jayco ‏ BEX |
| -------------------- | -------------------- | -------------------- |
| م                    | عداء                 | مرتبة                |
| 71                   | أماندا سبرات         | 9                    |
| 72                   | يانيكي إنسينغ        | 31                   |
| 73                   | لوسي كينيدي          | 19                   |
| 74                   | أني سانستيبان        | 27                   |
| 75                   | Moniek Tenniglo ‏     | لم يكمل السباق       |
| 76                   | جورجيا وليامز (طريق) | 72                   |

| EF Education–Tibco–SVB ‏ TIB | EF Education–Tibco–SVB ‏ TIB | EF Education–Tibco–SVB ‏ TIB |
| --------------------------- | --------------------------- | --------------------------- |
| م                           | عداء                        | مرتبة                       |
| 81                          | لورين ستيفنز                | 47                          |
| 82                          | كريستين فولكنر              | 17                          |
| 83                          | Sarah Gigante ‏              | لم يكمل السباق              |
| 84                          | نينا كيسلر                  | لم يكمل السباق              |
| 85                          | Emily Newsom ‏               | 64                          |
| 86                          | Eri Yonamine ‏               | 56                          |

| يو أي أيه تيم ‏ ALE | يو أي أيه تيم ‏ ALE              | يو أي أيه تيم ‏ ALE |
| ------------------ | ------------------------------- | ------------------ |
| م                  | عداء                            | مرتبة              |
| 91                 | مارغريتا فيكتوريا غارسيا (طريق) | 5                  |
| 92                 | مارتا باستيانيلي                | لم يكمل السباق     |
| 93                 | Anastasia Chursina              | 59                 |
| 94                 | تاتيانا جوديرزو                 | 71                 |
| 95                 | مارلين رويسر                    | 46                 |
| 96                 | صوفي رايت                       | لم يكمل السباق     |

| ليف ريسينغ ‏ LIV | ليف ريسينغ ‏ LIV    | ليف ريسينغ ‏ LIV |
| --------------- | ------------------ | --------------- |
| م               | عداء               | مرتبة           |
| 101             | ثريا بالادين       | 26              |
| 102             | Valerie Demey ‏     | 54              |
| 103             | أليسون جاكسون      | 48              |
| 104             | Marta Jaskulska ‏   | 82              |
| 105             | Jeanne Korevaar ‏   | 75              |
| 106             | Sabrina Stultiens ‏ | 18              |

| Ceratizit Pro Cycling ‏ WNT | Ceratizit Pro Cycling ‏ WNT | Ceratizit Pro Cycling ‏ WNT |
| -------------------------- | -------------------------- | -------------------------- |
| م                          | عداء                       | مرتبة                      |
| 111                        | إيريكا ماجندي              | 13                         |
| 112                        | Laura Asencio ‏             | لم يكمل السباق             |
| 113                        | Kathrin Hammes ‏            | 49                         |
| 114                        | Marta Lach ‏ (طريق)         | 81                         |
| 115                        | Sarah Rijkes ‏              | لم يكمل السباق             |
| 116                        | Lara Vieceli ‏              | 63                         |

| لوتو بيليسول للسيدات ‏ LSL | لوتو بيليسول للسيدات ‏ LSL | لوتو بيليسول للسيدات ‏ LSL |
| ------------------------- | ------------------------- | ------------------------- |
| م                         | عداء                      | مرتبة                     |
| 121                       | حنا نيلسون                | 28                        |
| 122                       | Alana Castrique ‏          | لم يكمل السباق            |
| 123                       | Lone Meertens ‏            | 68                        |
| 124                       | Anna Plichta ‏             | لم يكمل السباق            |
| 125                       | Elise vander Sande‏        | لم يكمل السباق            |

| فالكار سيلانس ‏ VAL | فالكار سيلانس ‏ VAL     | فالكار سيلانس ‏ VAL |
| ------------------ | ---------------------- | ------------------ |
| م                  | عداء                   | مرتبة              |
| 131                | Alice Maria Arzuffi ‏   | 73                 |
| 132                | Eleonora Gasparrini ‏   | لم يكمل السباق     |
| 133                | Silvia Magri ‏          | لم يكمل السباق     |
| 134                | Barbara Malcotti ‏      | 37                 |
| 135                | Federica Piergiovanni ‏ | 53                 |
| 136                | Silvia Pollicini ‏      | لم يكمل السباق     |

| باركهوتل فالكنبورغ ‏ PHV | باركهوتل فالكنبورغ ‏ PHV | باركهوتل فالكنبورغ ‏ PHV |
| ----------------------- | ----------------------- | ----------------------- |
| م                       | عداء                    | مرتبة                   |
| 141                     | Julia van Bokhoven ‏     | 57                      |
| 142                     | Nina Buijsman ‏          | 70                      |
| 143                     | Femke Gerritse ‏         | لم يكمل السباق          |
| 144                     | Lieke Nooijen ‏          | لم يكمل السباق          |
| 145                     | Marit Raaijmakers ‏      | 45                      |
| 146                     | Sofie van Rooijen ‏      | لم يكمل السباق          |

| أيه آر مونكس برو سيكلينج للسيدات ‏ ASA | أيه آر مونكس برو سيكلينج للسيدات ‏ ASA | أيه آر مونكس برو سيكلينج للسيدات ‏ ASA |
| ------------------------------------- | ------------------------------------- | ------------------------------------- |
| م                                     | عداء                                  | مرتبة                                 |
| 151                                   | Maria Novolodskaya ‏                   | 21                                    |
| 152                                   | إيدر ميرينو كورتازار                  | 38                                    |
| 153                                   | Mariia Miliaeva ‏                      | لم يكمل السباق                        |
| 154                                   | Katia Ragusa ‏                         | لم يكمل السباق                        |
| 155                                   | أرلينيس سيرا                          | 42                                    |
| 156                                   | Maria Vittoria Sperotto ‏              | لم يكمل السباق                        |

| دروبز ‏ DRP | دروبز ‏ DRP          | دروبز ‏ DRP     |
| ---------- | ------------------- | -------------- |
| م          | عداء                | مرتبة          |
| 161        | Joss Lowden ‏        | 44             |
| 162        | آنا كريستيان ‏       | 69             |
| 163        | Dani Christmas ‏     | لم يكمل السباق |
| 164        | Sara Penton ‏        | لم يكمل السباق |
| 165        | Alice Towers ‏       | لم يكمل السباق |
| 166        | Maike van der Duin ‏ | لم يكمل السباق |

| اركيا للسيدات ‏ ARK | اركيا للسيدات ‏ ARK | اركيا للسيدات ‏ ARK |
| ------------------ | ------------------ | ------------------ |
| م                  | عداء               | مرتبة              |
| 171                | غلاديس فيرهلست ‏    | لم يكمل السباق     |
| 172                | Léa Curinier ‏      | 55                 |
| 173                | Lucie Jounier ‏     | 51                 |
| 174                | Typhaine Laurance ‏ | لم يكمل السباق     |
| 175                | Sandra Levenez ‏    | 29                 |
| 176                | Greta Richioud ‏    | لم يكمل السباق     |

| فريق كوجياس ميتلر لوك برو للدراجات ‏ CGS | فريق كوجياس ميتلر لوك برو للدراجات ‏ CGS | فريق كوجياس ميتلر لوك برو للدراجات ‏ CGS |
| --------------------------------------- | --------------------------------------- | --------------------------------------- |
| م                                       | عداء                                    | مرتبة                                   |
| 181                                     | أولغا زابيلينسكايا                      | 67                                      |
| 182                                     | Hannah Buch ‏                            | لم يكمل السباق                          |
| 183                                     | Iuliia Galimullina ‏                     | لم يكمل السباق                          |
| 184                                     | Aigul Gareeva ‏                          | 80                                      |
| 185                                     | Thalea Mäder ‏                           | لم يكمل السباق                          |
| 186                                     | Petra Stiasny ‏                          | لم يكمل السباق                          |

| بنجوال شوفالمير ‏ CCT | بنجوال شوفالمير ‏ CCT | بنجوال شوفالمير ‏ CCT |
| -------------------- | -------------------- | -------------------- |
| م                    | عداء                 | مرتبة                |
| 191                  | ثاليتا دي جونج       | 43                   |
| 192                  | Justine Ghekiere ‏    | لم يكمل السباق       |
| 193                  | Claudia Jongerius‏    | لم يكمل السباق       |
| 194                  | كيلي فان دن ستين     | لم يكمل السباق       |

| دولتشيني فان إيك بروكسيموس ‏ DVE | دولتشيني فان إيك بروكسيموس ‏ DVE | دولتشيني فان إيك بروكسيموس ‏ DVE |
| ------------------------------- | ------------------------------- | ------------------------------- |
| م                               | عداء                            | مرتبة                           |
| 201                             | Minke Bakker‏                    | لم يكمل السباق                  |
| 202                             | Amber Aernouts‏                  | لم يكمل السباق                  |
| 203                             | Olha Kulynych ‏                  | 61                              |
| 204                             | Barbara Sniezynska‏              | لم يكمل السباق                  |
| 205                             | Fien van Eynde ‏                 | لم يكمل السباق                  |

| رالي سايكلنج ‏ RLW | رالي سايكلنج ‏ RLW    | رالي سايكلنج ‏ RLW |
| ----------------- | -------------------- | ----------------- |
| م                 | عداء                 | مرتبة             |
| 211               | كلارا كوبينبرج       | 36                |
| 212               | Katie Clouse ‏        | لم يكمل السباق    |
| 213               | كريستابل دوبيل هيكوك | 14                |
| 214               | هايدي فرانز          | لم يكمل السباق    |
| 215               | Leigh Ann Ganzar ‏    | لم يكمل السباق    |
| 216               | Sara Poidevin ‏       | 83                |

| بيبينك ‏ BPK | بيبينك ‏ BPK       | بيبينك ‏ BPK    |
| ----------- | ----------------- | -------------- |
| م           | عداء              | مرتبة          |
| 221         | Camilla Alessio ‏  | لم يكمل السباق |
| 222         | Vania Canvelli ‏   | لم يكمل السباق |
| 223         | ميشيلا دراموند    | 66             |
| 224         | Markéta Hájková ‏  | لم يكمل السباق |
| 225         | Nadia Quagliotto ‏ | 77             |
| 226         | Silvia Zanardi ‏   | لم يكمل السباق |

| Andy Schleck–CP NVST–Immo Losch ‏ ASC | Andy Schleck–CP NVST–Immo Losch ‏ ASC | Andy Schleck–CP NVST–Immo Losch ‏ ASC |
| ------------------------------------ | ------------------------------------ | ------------------------------------ |
| م                                    | عداء                                 | مرتبة                                |
| 231                                  | Mae Lang ‏                            | لم يكمل السباق                       |
| 232                                  | Georgia Danford‏                      | لم يكمل السباق                       |
| 233                                  | Claire Faber ‏                        | لم يكمل السباق                       |
| 234                                  | Rylee McMullen‏                       | لم يكمل السباق                       |
| 235                                  | Carolin Schiff ‏                      | 65                                   |
| 236                                  | ساندرا فايس‏                          | لم يكمل السباق                       |

## التصنيف العام النهائي
| التصنيف العام                          | التصنيف العام            | التصنيف العام    | التصنيف العام                      | التصنيف العام |
| العداء                                 | العداء                   | البلد            | الفريق                             | الوقت         |
| -------------------------------------- | ------------------------ | ---------------- | ---------------------------------- | ------------- |
| 1                                      | أنا فان دير بريغين       | هولندا           | SD Worx                            | 3 س 28 د 27 ث |
| 2                                      | Katarzyna Niewiadoma     | بولندا           | Canyon-SRAM Racing                 | + 2 ث         |
| 3                                      | إليسا ونغو بورغيني       | إيطاليا          | Trek-Segafredo                     | + 6 ث         |
| 4                                      | أنيميك فان فليوتن        | هولندا           | Movistar Women                     | + 6 ث         |
| 5                                      | مارغريتا فيكتوريا غارسيا | إسبانيا          | Alé BTC Ljubljana                  | + 22 ث        |
| 6                                      | جولييت لابوس             | فرنسا            | Team DSM                           | + 28 ث        |
| 7                                      | روث ويندر                | الولايات المتحدة | Trek-Segafredo                     | + 31 ث        |
| 8                                      | سيسيلي أوتوب لودفيغ      | الدنمارك         | FDJ-Nouvelle Aquitaine-Futuroscope | + 32 ث        |
| 9                                      | أماندا سبرات             | أستراليا         | Team BikeExchange                  | + 35 ث        |
| 10                                     | ديمي فوليرينغ            | هولندا           | SD Worx                            | + 42 ث        |
| مصدر: ProCyclingStats Cycling Quotient |                          |                  |                                    |               |

### تصنيف النقاط
| تصنيف النقاط                           | تصنيف النقاط         | تصنيف النقاط | تصنيف النقاط                       | تصنيف النقاط |
| العداء                                 | العداء               | البلد        | الفريق                             | النقاط       |
| -------------------------------------- | -------------------- | ------------ | ---------------------------------- | ------------ |
| 1                                      | ماريان فوس           | هولندا       | Jumbo-Visma                        | 1344 نقطة    |
| 2                                      | إليسا ونغو بورغيني   | إيطاليا      | Trek-Segafredo                     | 1308 نقطة    |
| 3                                      | أنيميك فان فليوتن    | هولندا       | Movistar Women                     | 1100 نقطة    |
| 4                                      | سيسيلي أوتوب لودفيغ  | الدنمارك     | FDJ-Nouvelle Aquitaine-Futuroscope | 788 نقطة     |
| 5                                      | أنا فان دير بريغين   | هولندا       | SD Worx                            | 760 نقطة     |
| 6                                      | Katarzyna Niewiadoma | بولندا       | Canyon-SRAM Racing                 | 720 نقطة     |
| 7                                      | ديمي فوليرينغ        | هولندا       | SD Worx                            | 708 نقطة     |
| 8                                      | غريس براون           | أستراليا     | Team BikeExchange                  | 700 نقطة     |
| 9                                      | ليزا برينور          | ألمانيا      | Ceratizit-WNT                      | 604 نقطة     |
| 10                                     | لوت كوبيكي           | بلجيكا       | Liv Racing                         | 604 نقطة     |
| مصدر: ProCyclingStats Cycling Quotient |                      |              |                                    |              |

## تصنيف الفرق

### الفرق حسب النقاط
| ترتيب الفرق حسب النقاط                 | ترتيب الفرق حسب النقاط             | ترتيب الفرق حسب النقاط | ترتيب الفرق حسب النقاط |
| الفريق                                 | الفريق                             | البلد                  | النقاط                 |
| -------------------------------------- | ---------------------------------- | ---------------------- | ---------------------- |
| 1                                      | SD Worx                            | هولندا                 | 2756 نقطة              |
| 2                                      | Trek-Segafredo                     | الولايات المتحدة       | 1920 نقطة              |
| 3                                      | Movistar Women                     | إسبانيا                | 1864 نقطة              |
| 4                                      | Jumbo-Visma                        | هولندا                 | 1480 نقطة              |
| 5                                      | FDJ-Nouvelle Aquitaine-Futuroscope | فرنسا                  | 1376 نقطة              |
| 6                                      | Liv Racing                         | هولندا                 | 1308 نقطة              |
| 7                                      | Team BikeExchange                  | أستراليا               | 1284 نقطة              |
| 8                                      | Canyon-SRAM Racing                 | ألمانيا                | 1040 نقطة              |
| 9                                      | Ceratizit-WNT                      | ألمانيا                | 1004 نقطة              |
| 10                                     | Alé BTC Ljubljana                  | إيطاليا                | 944 نقطة               |
| مصدر: ProCyclingStats Cycling Quotient |                                    |                        |                        |

## تصانيف فرعية

### تصنيف أفضل شاب
| تصنيف أفضل شاب                         | تصنيف أفضل شاب      | تصنيف أفضل شاب | تصنيف أفضل شاب                     | تصنيف أفضل شاب |
| العداء                                 | العداء              | البلد          | الفريق                             | الوقت          |
| -------------------------------------- | ------------------- | -------------- | ---------------------------------- | -------------- |
| 1                                      | Maria Novolodskaya ‏ | روسيا          | A.R. Monex Women's                 |                |
| 2                                      | Emma Norsgaard      | الدنمارك       | Movistar Women                     |                |
| 3                                      | Évita Muzic ‏        | فرنسا          | FDJ-Nouvelle Aquitaine-Futuroscope |                |
| 4                                      | Niamh Fisher-Black ‏ | نيوزيلندا      | SD Worx                            |                |
| 5                                      | Mischa Bredewold ‏   | هولندا         | Parkhotel Valkenburg               |                |
| 6                                      | Sarah Gigante ‏      | أستراليا       | Tibco-Silicon Valley Bank          |                |
| 7                                      | Vittoria Guazzini ‏  | إيطاليا        | Valcar Travel & Service            |                |
| 8                                      | فرانشيسكا كوش ‏      | ألمانيا        | Team DSM                           |                |
| 9                                      | لورينا ويبيس        | هولندا         | Team DSM                           |                |
| 10                                     | Julia van Bokhoven ‏ | هولندا         | Parkhotel Valkenburg               |                |
| مصدر: ProCyclingStats Cycling Quotient |                     |                |                                    |                |

## وصلات خارجية
- الموقع الرسمي
- لمحة عن سباق فليش والون للسيدات 2021 على موقع  ProCyclingStats   (برو  سايكلنج  ستاتس) - إحصاءات  محترفي  الدراجات.
- فليش والون للسيدات 2021 على موقع إحصائيات الدراجات الإحترافية (الإنجليزية)